# Black Mountain Range
Black Mountain Range är en bergskedja i Bhutan. Den ligger i den centrala delen av landet.
Black Mountain Range består av kala bergstoppar och intill finns blandskog.